# Powiat żelechowski
Powiat żelechowski istniał w okresie 1809–1842. Początkowo znajdował się w Księstwie Warszawskim w departamencie siedleckim. Później w Królestwie Polskim w województwie podlaskim w obwodzie Łukowskim. Powiat żelechowski miał stolicę w Żelechowie